# Automatic (песня)
«Automatic» (с англ. — «Автоматический») — песня американской кантри-певицы Миранды Ламберт, изданная 22 февраля 2014 года в качестве первого сингла с её пятого студийного альбома Platinum.

## Информация о песне
«Automatic» — композиция со средним темпом в жанре кантри; текст песни повествует о ностальгии по старым временам, до того как «всё стало автоматическим», в песне упоминаются карманные часы, таксофоны, радиоприёмники, почтовая переписка и другие вещи, забытые после появления новых технологий.
По словам певицы, песня говорит о желании «замедлиться, вздохнуть и вспомнить, каково это — жить чуть проще. Не о том, чтобы вернуться назад, но вспомнить…».
Премьера видеоклипа «Automatic» состоялась 24 марта 2014 года; режиссёром стал Трей Фэнджой.

## Награды и номинации

### Academy of Country Music Awards
| Год  | Номинируемая работа | Категория          | Результат |
| ---- | ------------------- | ------------------ | --------- |
| 2015 | «Automatic»         | Song of the Year   | Победа    |
| 2015 | «Automatic»         | Single of the Year | Номинация |

### Country Music Association Awards
| Год  | Номинируемая работа | Категория  | Результат |
| ---- | ------------------- | ---------- | --------- |
| 2014 | «Automatic»         | Песня года | Номинация |
| 2014 | «Automatic»         | Сингл года | Победа    |
| 2014 | «Automatic»         | Видео года | Номинация |

### CMT Music Awards
| Год  | Номинируемая работа | Категория          | Результат |
| ---- | ------------------- | ------------------ | --------- |
| 2014 | «Automatic»         | Видео года         | Номинация |
| 2014 | «Automatic»         | Женское видео года | Победа    |

### Grammy Awards
| Год  | Номинируемая работа | Категория                                           | Результат |
| ---- | ------------------- | --------------------------------------------------- | --------- |
| 2015 | «Automatic»         | Премия «Грэмми» за лучшее сольное кантри-исполнение | Номинация |
| 2015 | «Automatic»         | Премия «Грэмми» за лучшую кантри-песню              | Номинация |

## Чарты и сертификации
«Automatic» дебютировала на 26 месте хит-парада Billboard Country Airplay 22 февраля 2014 года, что стало на тот момент самым успешным дебютом в чарте для Миранды Ламберт. К июню 2014 года было продано 473 000 копий сингла в США.
| Чарт (2014)                         | наивысшая позиция |
| ----------------------------------- | ----------------- |
| Канада (Billboard Canadian Hot 100) | 34                |
| Канада (Billboard Country)          | 1                 |
| США (Billboard Hot 100)             | 35                |
| США (Billboard Country Airplay)     | 3                 |
| США (Billboard Hot Country Songs)   | 4                 |

Сертификации
| Регион | Сертификация | Продажи |
| --- | ------------ | ------- |
| США (RIAA) | Золотой      | 500 000 |
| * Данные о продажах приведены только на основе сертификации. ^ Данные о тиражах приведены только на основе сертификации. |              |         |